# Sphenomorphus cranei
Sphenomorphus cranei is een hagedissenoort uit de familie van de skinken.

## Naam en indeling
De wetenschappelijke beschrijving van de soort door Karl Patterson Schmidt werd in 1932 gepubliceerd. Schmidt collecteerde het holotype tijdens de Crane Pacific expeditie in de Salomonseilanden in april 1929. De soortaanduiding cranei is een eerbetoon aan Cornelius Vanderbilt Crane (1905 - 1962), die de leiding had van de Crane Pacific expeditie.

## Uiterlijke kenmerken
De lichaamskleur is bruin met lichtere tot gele dwarstrepen. De skink is van verwante soorten te onderscheiden aan de langwerpige kop en de relatief grote gehoorsopeningen zonder lobachtige schubben aan de achterzijde

## Levenswijze
De vrouwtjes zetten eieren af op de bodem.

## Verspreiding en habitat
De soort komt voor in delen van Azië en leeft in Papoea-Nieuw-Guinea en op de Salomonseilanden. Op deze laatste eilandengroep is de skink aangetroffen op de eilanden Bougainville, Magusaiai, New Georgia, Santa Isabel, Malaita, Guadalcanal, Shortlandeilanden, Vella lavella, Vangunu, Isabel en Ngela.
De habitat bestaat uit tropische, subtropische, vochtige graslanden.

## Beschermingsstatus
Door de internationale natuurbeschermingsorganisatie IUCN is de beschermingsstatus 'veilig' toegewezen (Least Concern of LC).